# Семискульский редут

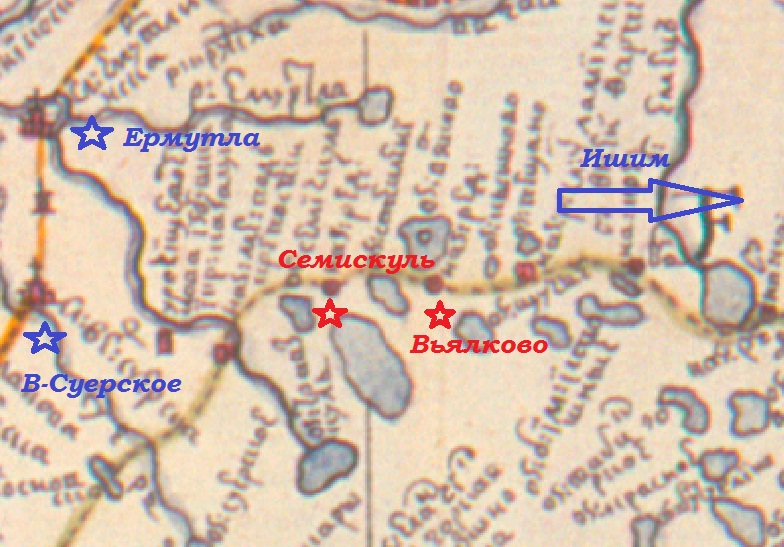

Семискульский редут — укрепление, существовавшее в 1747—1753 (по другим данным 1743—1753) годах в Ялуторовском дистрикте Сибирской губернии Российской империи, один из форпостов модернизированной Старо-Ишимской оборонительной линии. Находился на территории Семискульского сельсовета Мокроусовского района Курганской области.

## Проект крепости
В 1743 году по поручению губернатора Сибири Сухарева А.М. и наместника Оренбургского края Неплюева И.И. в местность между реками Тобол и Ишим отправляются  капитан Иван Новоселов и тобольский геодезист Алексей Макшеев с целью составления проекта строительства новых крепостей на границе Российской империи. Осмотрев местность Новоселов и Макшеев составили необходимую ландкарту. В том же году командир  Сибирского гарнизонного драгунского полка Я.С. Павлуцкий получает ордер на укрепление  границы от Царева Городища (Курган) до Ишима. В итоге драгунами и нерегулярными частями было построено 11 укреплений, отстоящих от прежних на 20, 30, 50 верст.  Последним в списке новых форпостов значится редут Манайский, находившийся на р. Манай.  Геополитическая ситуация меняется, появляется возможность спрямление Ишимской оборонительной линии путем построения новых форпостов юго-восточнее Манайского на киргиз-кайсакской территории. На новой ландкарте 1746 года отмечены 6 пунктов с подписью "на редут". Среди них точки на р. Суерь, у оз. Семискуль, оз. Вьялково, оз. Пещано, р. Емец, оз. Черное.
Предполагаемый редут у озера Семискуль должен был заменить собою утратившего актуальность Манайский форпост, находящегося 44 км севернее (ныне на территории Упоровского района Тюменской области) .
Необходимость построения форпоста объяснялась несколькими причинами:
1. расположением прежней линии укреплений неровной и неэкономичной ломанной с углублением на север;
2. пашни, сенокосы, районы рыбной ловли русского населения в ряде мест ушли за ее пределы, дальше на юг, и во время полевых работ для охраны крестьян приходилось высылать воинские команды [4].

В 1743–1745 годах были проведены рекогносцировочные работы, итогом которых стали два варианта расположения более коротких экономически выгодных оборонительных линий, которые позднее получит имена Ново-Ишимская и Пресногорьковская линии . С северной части озера Семискуль тянулась стратегически важная дорога, активно используемая и кочевниками и русским населением. Именно этот путь использовала рать боярина Василия Шульгина в 1693 году перед печально известным Семискульским побоищем .

## На земле кочевников
В 1747 (по другим данным в 1743) году Манайский форпост утратил актуальность, и были построены Семискульский форпост, а восточнее (ныне Тюменская область) Вьялковский, Макеевский и Аплицкий станец. Семискульский редут не упоминается в документах ранее 1750 года, хотя строительство его началось в 1747 (1743) году. В 1750 году Семискульский форпост упоминается наряду с Моршихинским, Моревским и Арлагульским.
Построением укрепления занимался полковник Сибирского драгунского полка Яков Степанович Павлуцкий из слободы Царево Городище (ныне город Курган), который возглавлял Сибирский полк драгун. «… уже в 1743 году силами драгун и выписных казаков на степной стороне реки Тобол в 200 верстах были выстроены 11 редутов от Лебяжьего озера до деревни Маинской, прикрывавшие „обывательские пашни и покосы“ на расстоянии 20-30-50 верст от старых форпостов» «В новопостроенных редутах (по Потанину Г. Н.) находилось у озера Лебяжьего 35 человек, …в деревне Усть-Мало-Кызацкой — 135 человек. Восточнее располагались Семискульский и Вьялковский форпосты» Семискульский и Вьялковские, Макеевский форпосты и Апляцкий станец находились на киргиз-кайсацкой территории, то есть на земле подконтрольной кочевникам .

## Перенос границы
В марте 1755 года старые форпосты, в том числе Семискульский, находились только под охраной двух-трех сторожей каждый. Строения были в ветхом состоянии, пушки вывезли на Новую линию В 1755 году было объявлено, «не пожелает ли кто из обывателей купить строения старых форпостов». Тем, кто купит строения, разрешалось переезжать на жительство в старые форпосты. После 1755 года, когда граница империи отодвинулась южнее, на свободные земли пошли новые поселенцы, так называемые засельщики. Это были государственные крестьяне из-под Тобольска, из Тюменской округи и Ялуторовского дистрикта, беломестные казаки с Ишимской линии. Эти охотники небольшими группами, в основном одна, две семьи двигались на небольшие расстояния в сторону Армизона. Массовый выезд засельщиков начался после 1758 года .

## Контур космической карты
Уроженцем села Одино Семискульского сельсовета Александром Шапоренко при помощи сервиса Yandex Карт удалось установить местонахождения укрепления. Он пишет: «…а) у северо-восточной части озера Семискуль Мокроусовского района Курганской области имеется правильный контур старинного форта с координатами 67,09255183 %2C55.84459075; б) это не рядовой редут, ибо имеет четкие очертания бастионов и равелинов в) хорошо просматриваются южный, западный и северный бастионы; юго-западный, северо-западный и часть северо-восточного равелина, юго-западная часть форта имеет неправильный контур, что нередко случалось в те времена, либо разрушена сельскохозяйственной деятельностью; г) в качестве гласиса выступает берег озера Семискуль с запада; с юга и востока урочище Куртан, которое нередко соединялось с Семискулем протокой и сетью болот; по северу гласиса шла (согласно старинным картам дорога направлением на Ишим, (существует грунтовой путь и сейчас). Диаметр форта составляет с севера на юг (от угла северного бастиона до угла южного) 363 метра. Площадь форпоста составляет 6 гектар и сопоставимо с Звериноголовской, Омской, Семипалатной крепостями XVIII века».

## Деревня Семискульская
Южнее форпоста в конце 1750-х годов возникает деревня Семискуль, которая с 2005 года является незаселенной.